# コウテイペンギン
コウテイペンギン (皇帝企鵝、学名：Aptenodytes forsteri) は、鳥綱ペンギン目ペンギン科オウサマペンギン属に分類される鳥類。別名はエンペラーペンギンである。

## 分布
主に南極大陸沿岸部に付随した棚氷の上で繁殖するが、衛星写真から、南極大陸内陸部にも繁殖地があるという報告もある。ニュージーランドやサウスジョージア島、ハード島に迷行した例もある。

## 形態
全長115-130 cm。体長は100-130 cm、体重は20-45 kgに達する。現生のペンギン目内では最大種。頭部とフリッパーの外側の羽色は黒。上胸は黄色。腹部やフリッパーの内側は白色。側頭部の耳の周辺は橙色。
下嘴に黄色やピンク色の筋模様が入る。後肢にはピンク色の斑紋が入る個体もいる。下嘴の根もとには嘴鞘（ししょう）という部分があり、ここも黄色い。
外見はオウサマペンギンに似ているが、オウサマペンギンは体長95 cmほどと、コウテイペンギンと比較すると小型である。頭部から胸にかけての黄色の部分が橙色を帯びるという特徴や、くちばしやフリッパーが長くて頭身が小さいことなどからも区別できる。また、生息域や繁殖地も異なる。
雛の綿羽は灰色で、頭部は黒く、顔は白い。

## 生態
水深の浅い大陸棚の周辺に好んで生息する。水深185メートル以上まで潜水するのは約5%にすぎないが、最大で水深564メートルまで潜水した記録がある。通常の潜水は2分半から4分で、深い場所では12分ほど潜水することもある。確認されている最長潜水時間は22分だが、これは水深の浅い場所での記録であり、氷の割れ目を探すのに手間取ったためと考えられている。
寒さから身を守るために輪状になって体を寄せ合う群れ（ハドル）を形成する。ハドルの中は絶えず移動しており、外側にいる個体が内側へ移動していく。マイナス10℃で体が触れ合わない程度の緩いハドルを形成し、マイナス22℃になると互いに体を寄せ合うハドルを形成するという報告例もある。氷山などで風を防ぐが、ハドルを形成すると風上に対して背を向けるように移動する。
他のペンギンと同様に肉食性で、魚類、イカ、オキアミなどを捕食する。1998年のワシントン岬の調査では、食性の85 - 95%は魚類、5 - 11%はオキアミなどの甲殻類とする報告例もある。卵や雛の捕食者としてオオフルマカモメが挙げられる。弱った雛や飢えた雛はトウゾクカモメ類にも捕食される。成鳥はシャチやヒョウアザラシに捕食される。また、近くの個体が暴れた際や雌雄で受け渡す際などの同種同士の影響によって卵が破損して繁殖に失敗することが多い。繁殖に失敗した個体は別の親から卵や雛を奪おうとすることもあるが、この際に奪おうとした卵が壊れたり雛が死亡することも多い。
『ナショナルジオグラフィック』によると、英国の海洋生物学者の観察から、コウテイペンギンの瞬間的なスピード泳力の秘密は、羽毛に蓄えた空気から気泡を発生させることで、海水と体の間の摩擦抵抗を減らすためとわかった。

### 繁殖行動

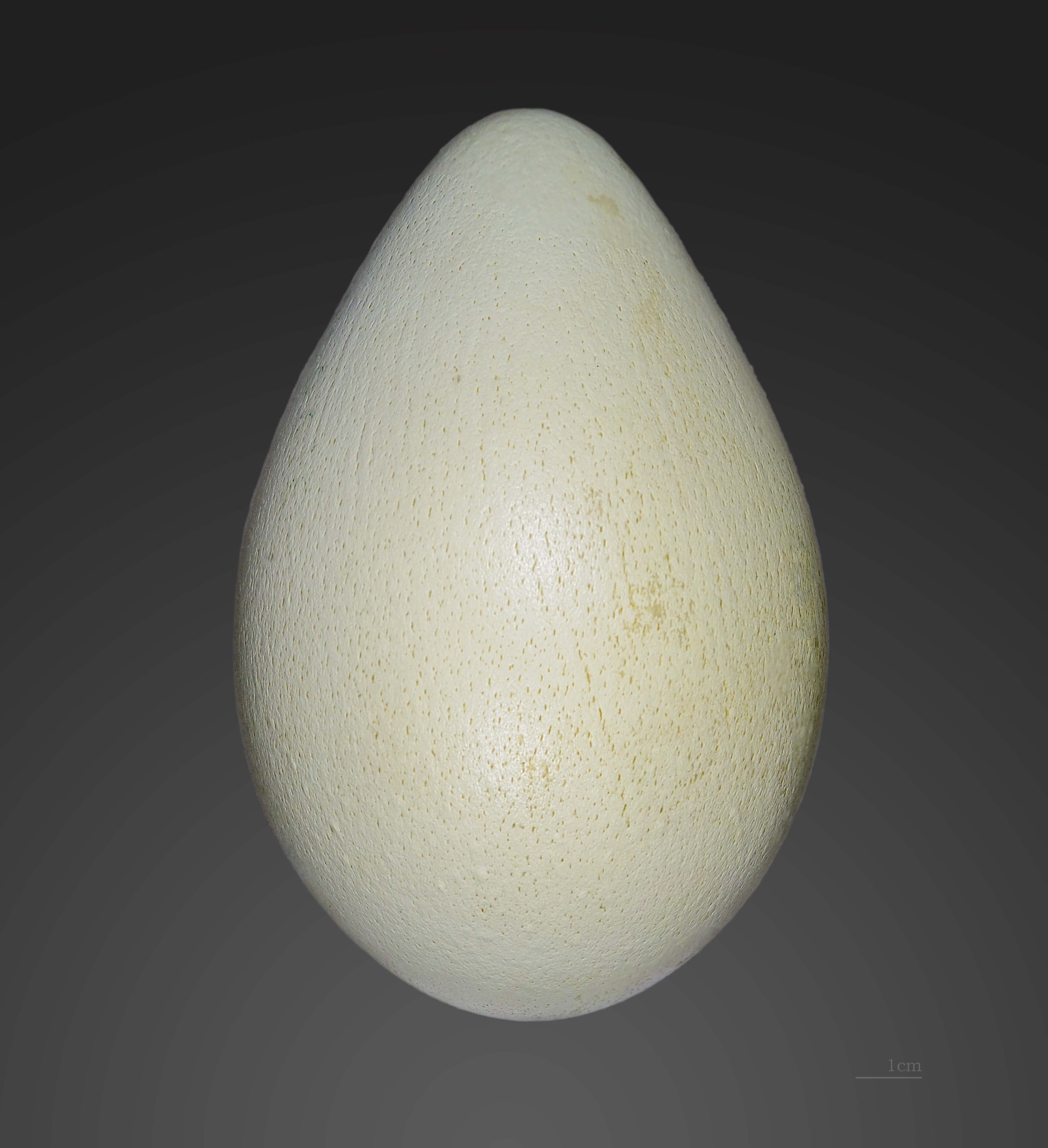
コウテイペンギンの卵

ペンギンは南極にすむと思われがちだが、実際に南極大陸におもな繁殖地を持つのはコウテイペンギンとアデリーペンギンの2種類だけである。アデリーペンギンは夏に地面が露出した海岸で繁殖するが、コウテイペンギンは零下数十度の冬の氷原で繁殖を始める。このためコウテイペンギンは「世界でもっとも過酷な子育てをする鳥」と呼ばれることがある。厳しい冬に子育てを始めるのは、雛の成長と餌の量に関連していると考えられている。
南極では秋にあたる3月から4月の頃、群れは海を離れて繁殖地である氷原に上陸する。繁殖地は海岸から50-160 kmほど離れた内陸部である。これほど海岸から離れる理由の一つは捕食者から逃れるため、また雛が成長する前に氷原が溶けてしまうからであると考えられている。
ペアは繁殖期ごとに解消し、前年と同じ相手とペアを形成することはほとんどない。冬季に氷上で繁殖し、巣は作らない。巣を形成しないため縄張りがなく、縄張り争いを行わない。5月上旬に、メスが長径12 cm、重さ450 g程度の卵を1個だけ産む。産卵したメスは、オスに卵を託して採食のために海へ向かう。抱卵期間は約65日で、オスのみが抱卵する。抱卵をオスだけが行うのは、ペンギン類の中ではコウテイペンギンに特有の生態であり、他のペンギン類はオスとメスが交代で抱卵する。卵や雛は後肢の上に乗せられ、腹部にある皮膚のたるみ（抱卵嚢）で覆われる。メスが戻る前に卵が孵化すると、オスは食道からの分泌物（ペンギンミルク）を雛に与える。メスは65 - 78日を採食に費やし、抱卵・育雛を行うオスは上陸から数えて110 - 120日間、絶食に耐える。エネルギー消費量を抑えるため睡眠に近い状態で過ごすものの、孵化する頃にはオスの体重は40%以上減少している。メスが戻ると雛を託してオスも採食のために海に向かい、以後は雛がある程度成長するまでは交代で育雛を行う。オスの中には海にたどり着く前に力尽きてしまうものもいる。
海に行ってきたメスは雛のための食物（オキアミなど）を胃に貯蔵しており、食物を吐き出して雛に餌として与える。海へ行ったオスは、メスと同じように食物を胃に貯蔵して、数週間後に繁殖地へ戻ってくる。以後、オスとメスが交代で雛の番と餌運びを行う。雛が生長して摂取する餌の量が増えていくと、オスとメスが両方とも海に出るようになる。この頃(孵化してから40 - 50日)、雛だけで構成される群れ（クレイシ）をつくる。クレイシに合流した雛は鳴き声をあげて、海から戻ってきた親鳥に食物をねだる。クレイシは子育てを行っていない若鳥などに守られながら徐々に海岸へと移動する。雛が充分に成長した頃にクレイシは海岸に到達し、南極も夏を迎える。雛が成鳥の羽に換羽するのと同時期に、成鳥も冬羽から夏羽に換羽する。なお換羽の間は海に入らず、絶食することとなる。孵化してから約150日、換羽の終わった群れは餌が豊富な夏の南極海へ旅立つ。

## 人間との関係
大型であること・生息環境が安定していること・人間の影響がないことから、生息数は安定している。一方で温暖化により、生息地である棚氷の減少が懸念されている。海水面の変化により2100年までに多くの繁殖地が影響を受け、壊滅する繁殖地があるという説もある。2009年に人工衛星からの調査では46コロニー、238,000ペア、595,000羽の個体数が確認された。
日本では1954年に恩賜上野動物園で初めて飼育された。1960年に寄贈されて1977年まで飼育されていた個体は死亡するまで継続飼育されていた。飼育下での最高齢記録は長崎水族館で飼育されていた「フジ」の28年5か月（1964年3月29日 - 1992年8月28日、野生由来のため実年齢は不明）という記録がある。「フジ」の死体は剥製となって現在は長崎ペンギン水族館で大切に保存されている。フジが死亡したことで日本では一時的に飼育個体がいなくなったが、1997年に南紀白浜アドベンチャーワールドで20羽の雛の飼育が開始された。
2022年、南極の海氷面積は過去最低（当時）となり、コウテイペンギン繁殖に壊滅的な失敗をもたらした。低海氷の地域的な異常値が最も大きかったのは、南極半島西側のベリングスハウゼン海中部および東部地域であった。衛星画像によるコウテイペンギンのコロニーの地域的な繁殖状況調査により、この地域の5つの繁殖地のうち1か所を除くすべてで、2022年の繁殖期の巣立ち期開始前の海氷崩壊後に完全な繁殖失敗となったことが明らかであった。この海氷減少傾向が続けば早ければ今世紀中にコウテイペンギンは絶滅の可能性がある。米国魚類野生生物局は2022年10月、コウテイペンギンを絶滅の危機に瀕する種の保存に関する法律（ESA）に基づく絶滅危惧種に指定した。

## 画像

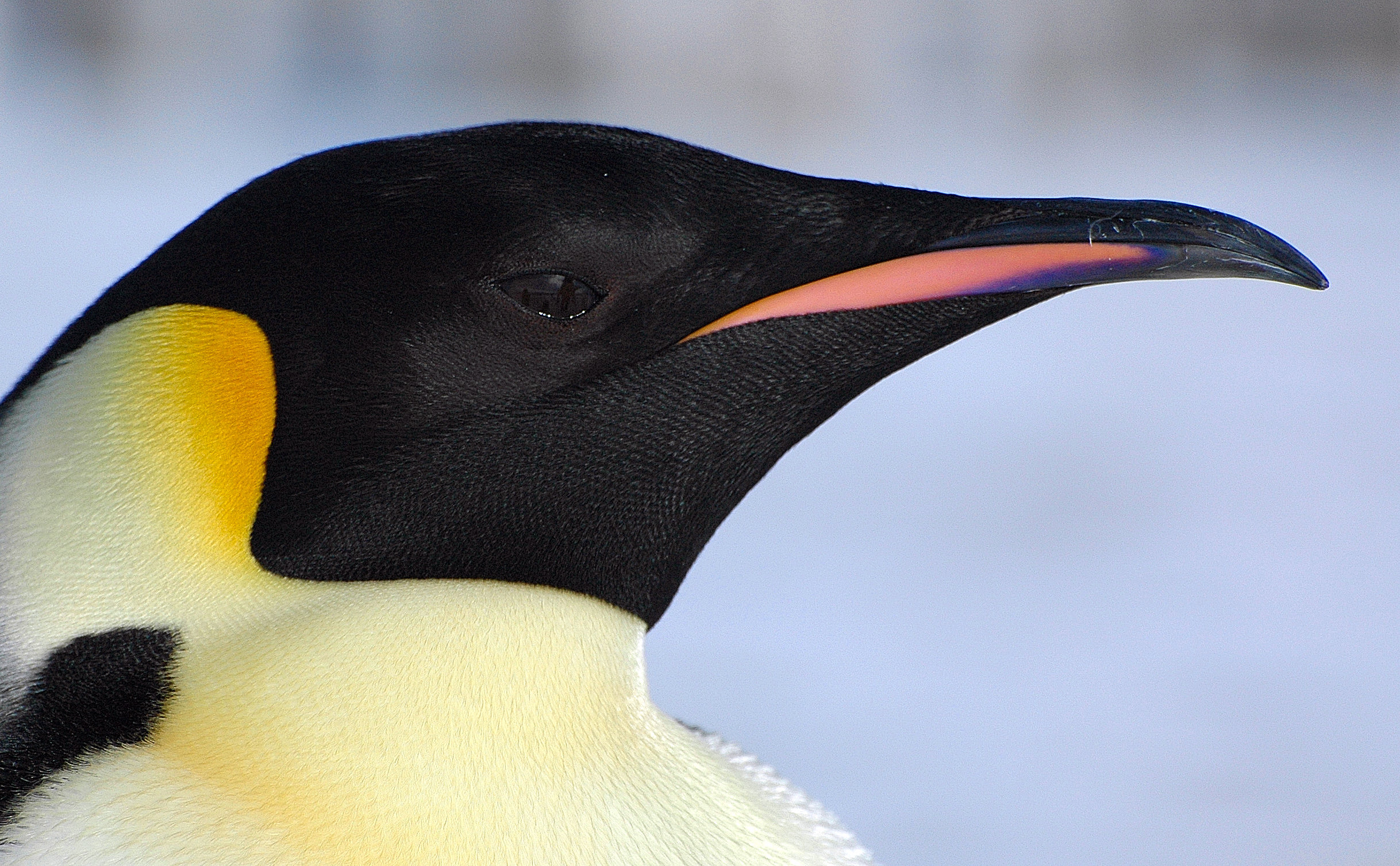
頭部
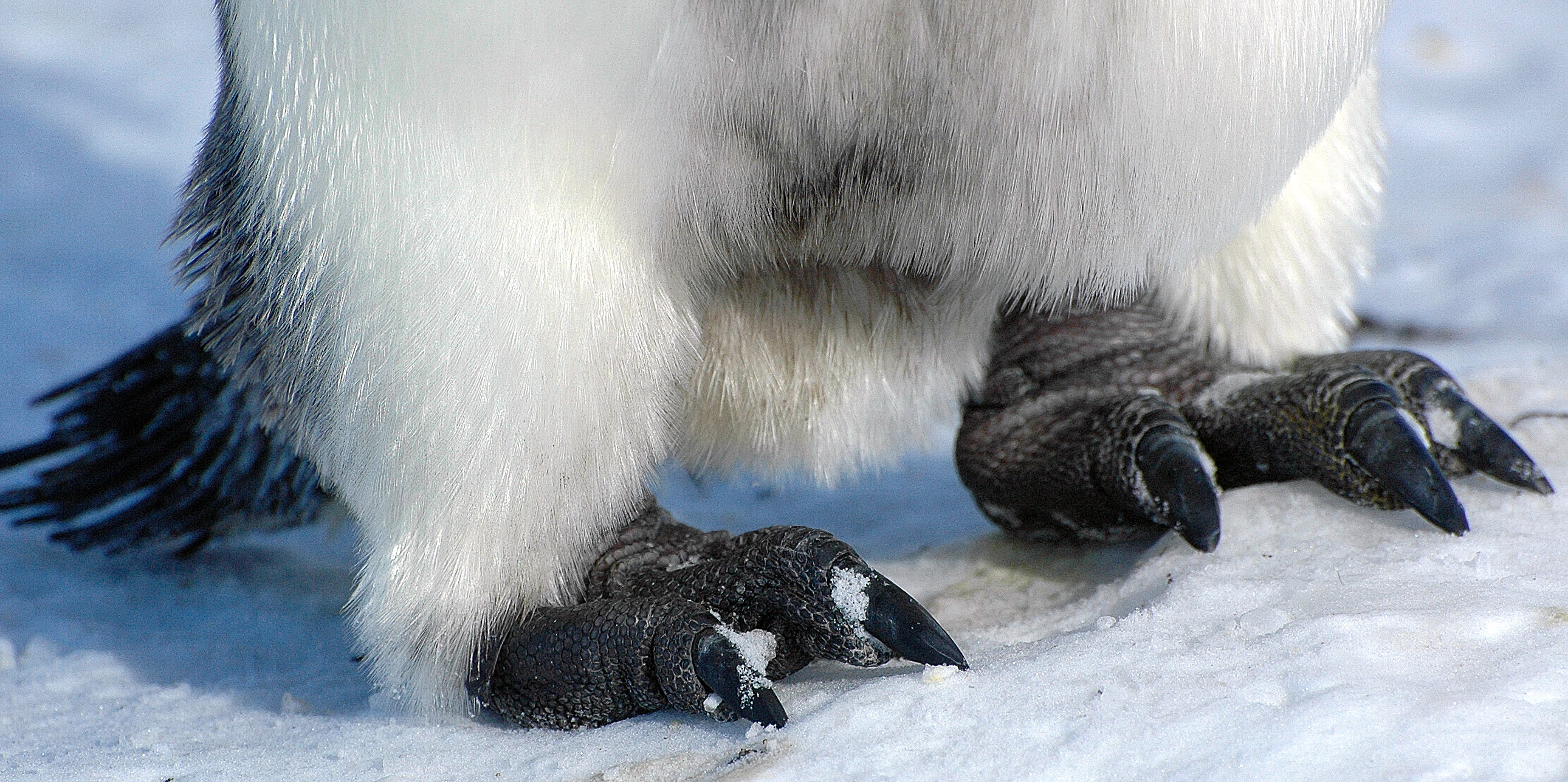
後肢
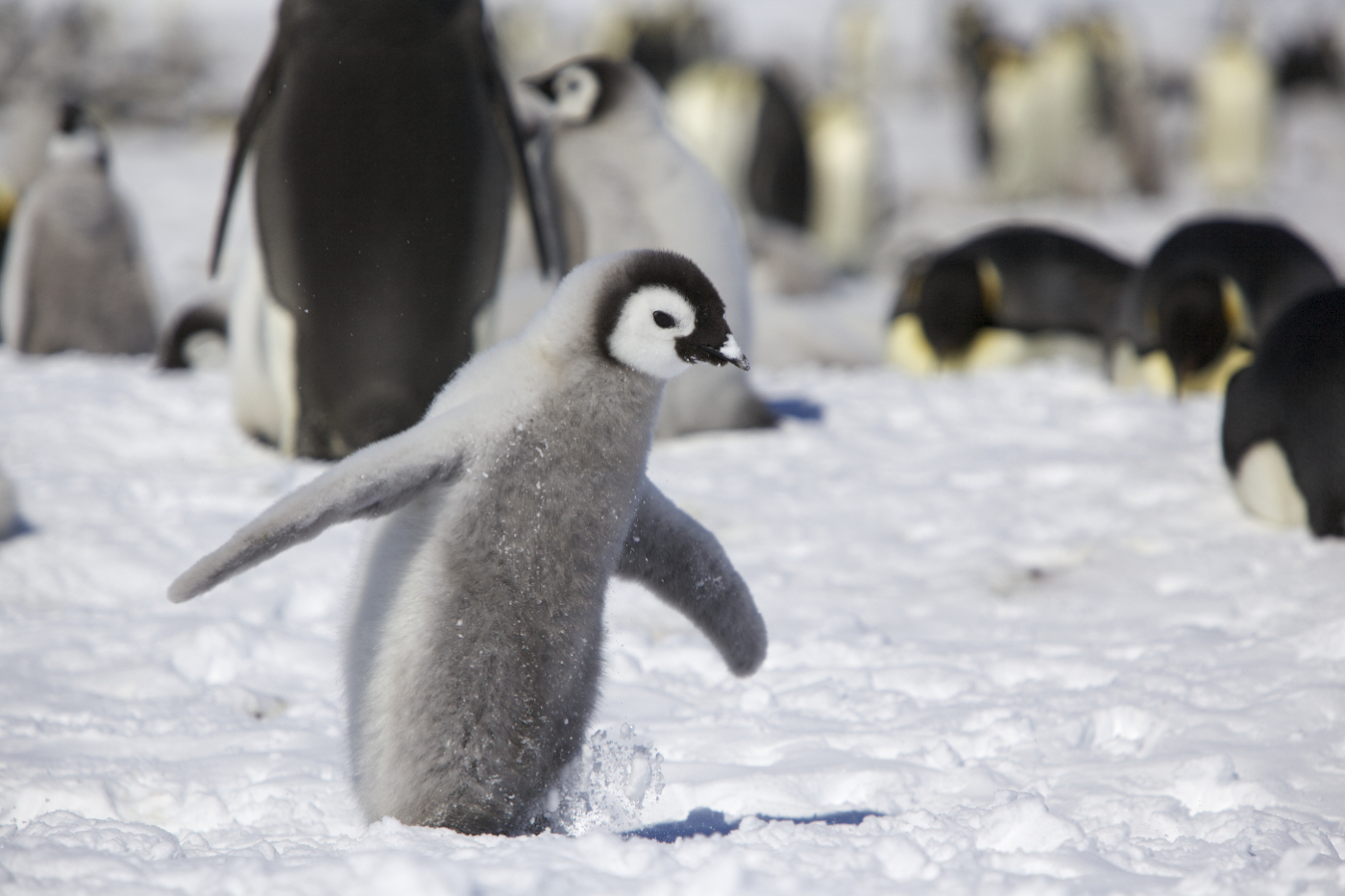
雛